# Эмерсон, Ральф (биолог)
Ральф Э́мерсон (англ. Ralph Emerson; 19 апреля 1912 — 12 марта 1979) — американский миколог и биохимик, исследователь водных и термофильных грибов.

## Биография
Родился пятым ребёнком в семье известного медика Хейвена Эмерсона и его супруги Грейс 19 апреля 1912 года в Нью-Йорке.
В 1929 году поступил в Гарвардский университет, в 1933 году получил степень бакалавра, в 1934 году — магистра. Под руководством профессора Уильяма Генри Уэстона занимался исследованиями рода водных грибов Allomyces. В 1937 году защитил диссертацию доктора философии.
В 1937—1939 годах — в Ботанической школе Кембриджского университета в Англии, затем — научный сотрудник Гарвардского университета. С 1940 года — в Калифорнийском университете в Беркли.
В 1942 году Эмерсон женился на Мерл Бьюделман (Merle Budelman).
В 1944 году был отправлен Министерством сельского хозяйства США в Салинас для изучения термотолерантных деструктором резины.
Эмерсон читал в Беркли курсы по аскомицетам и фикомицетам, с 1972 года — курс «плесень и человек». В 1963 году ему была присвоена Награда выдающемуся преподавателю Университета.
В 1971 году избран почётным президентом Британского микологического общества. Исполнительный вице-президент 2-го Международного микологического конгресса в Тампе (1977).
12 марта 1979 года скоропостижно скончался от рака.

## Некоторые научные работы
- Emerson R. An experimental study on the life cycles and taxonomy of Allomyces // Lloydia. — 1941. — Vol. 4. — P. 77—144.
- Emerson R., Wilson C. M. Interspecific hybrids and the cytogenetics and cytotaxonomy of Euallomyces // Mycologia. — 1954. — Vol. 46. — P. 393—434.
- Emerson R., Cooney D. G. Thermophilic Fungi. — San Francisco, 1964. — 183 p.

## Роды и виды грибов, названные именем Р. Эмерсона
- Remersonia Samson & Seifert, 1997
- Blastocladiella emersonii Cantino & Hyatt, 1953
- Talaromyces emersonii Stolk, 1965 — Rasamsonia emersonii (Stolk) Houbraken & Frisvad, 2011